# Kaibótei
Kaibótei (japonsky 海防艇 ~ člun pro obranu pobřeží) měly být malá válečná plavidla japonského císařského námořnictva projektovaná koncem druhé světové války jako typ A (甲型 Kó gata) s kovovým trupem a typ B (乙型 Ocu gata) s dřevěným trupem. Oba typy byly plánovány tak, aby mohly sloužit jako malá doprovodná plavidla a stíhače ponorek (vybavené 60 hlubinnými náložemi), či jako nosiče sebevražedných torpéd kaiten – v takovém případě měl typ A nést dva kaiteny a typ B jeden (u obou typů za cenu redukce nesených hlubinných náloží). Z osmdesáti objednaných člunů obou typů bylo rozestavěno celkem 24 jednotek, ale pouze dva čluny typu A byly před japonskou kapitulací spuštěny na vodu a žádný nebyl dokončen.

## Pozadí vzniku
S postupem Spojenců v Pacifiku se Japonské císařství čím dál víc soustředilo na obranu vlastních Japonských ostrovů a pokrytí (a ochranu) dodávek strategických surovin z dobytých území do Japonska. Za tímto účelem byla do „programu válečného kruhu“ (マル戦計画 Maru sen keikaku) z roku 1944 zahrnuta v rámci kategorie pomocných plavidel (特務艇 tokumutei) i stavba relativně malých a jednoduchých člunů, označených jako kaibótei typu A a typu B.
Původně se mělo jednat o nosiče kaitenů pro útoky na spojenecké invazní jednotky a zajištění přesunů kaitenů mezi jednotlivými základnami. Navýšením počtu nesených hlubinných náloží místo kaitenů vznikla malá a jednoduchá protiponorková plavidla – někdy též klasifikovaná jako pomocné stíhače ponorek (klasifikační symbol „CHa“).
Typ A vycházel z projektu E 24 a typ B z projektu E 25.
Dvacet plánovaných jednotek typu A dostalo v rámci programu z let 1943-44 trupová čísla 1851 až 1870, zatímco pro šedesát plánovaných jednotek typu B byla vyhrazena čísla 1701 až 1760. Pro program výstavby z let 1944-45 se počítalo s dalšími 40 jednotkami typu B – k jejich objednání již ale nedošlo.
Typ A i typ B bylo možno stavět v menších soukromých loděnicích. V případě dřevěného typu B bylo možné dokonce využít kapacity loděnic, které se věnovaly stavbě dřevěných plavidel (konkrétně stavbě pomocných stíhačů ponorek třídy č.1 a pomocných hlídkových člunů třídy č.1). Kaibókany typu B je měly zcela nahradit a proto byly pomocné hlídkové čluny, jejichž stavba ještě nezačala, zrušeny a uvolněná kapacita loděnic měla být využita na stavbu kaibótei.
Prostředky na stavbu kaibótei byly uvolněny v rozpočtovém roce 1945.

## Konstrukce

### Trup a nástavby
Trup typů A i B se vyznačoval zvednutou přídí a snižující se zádí, přičemž hloubka trupu byla u ocelového typu A 3,5 m a u dřevěného typu B 2,95 m. Zvednutá příď měla zlepšovat plavbyschopnost na rozbouřeném moři a při vyšších rychlostech, zatímco snížení na zádi šetřilo hmotnost a usnadňovalo spouštění kaitenů. Paluba měla být průběžná po celé délce.
Přibližně v 1/3 délky paluby se nacházel dvoupatrový můstek na jehož zadní části se nacházel stěžeň nesoucí anténu metrového přehledového radaru 13-gó pro sledování vzdušných cílů a detektor radaru (pravděpodobně E-27).
Ačkoliv kaibótei měly být malá a jednoduchá plavidla, japonské loděnice v podmínkách válečného roku 1945 dokázaly dokončit pouze dva trupy typu A (č. 1 a č. 2) do takového stavu, že mohly být spuštěny na vodu.

### Pohonný systém
Pohon u obou typů zajišťovala dvojice vznětových motorů o celkovém výkonu 800 koňských sil (588,4 kW). Typ A (ve verzi nosiče kaitenů) s nimi měl dosahovat rychlosti 15 uzlů (27,8 km/h), zatímco těžší a bachratější typ B pouze 12,5 uzlu (23,15 km/h).

### Výzbroj

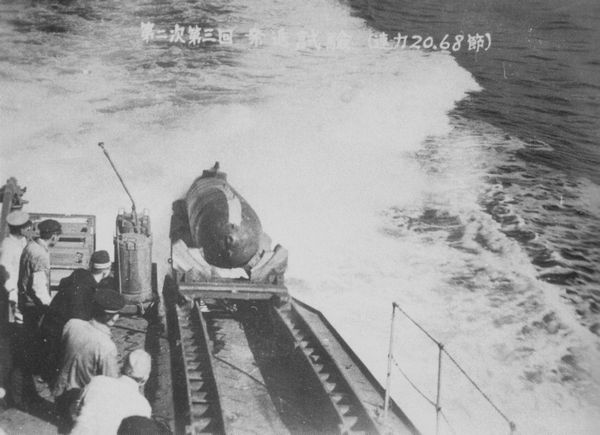
Zkušební spuštění kaitenu typu 1 z levoboční skluzavky křižníku Kitakami. Obdobně mělo být řešeno s pouštění kaitenů z kaibótei typu A a B

Hlavňová výzbroj byla u typů A i B stejná. Základ měl tvořit jeden nový jednohlavňový 40mm kanón typu 5 s hlavní délky 60 ráží umístěný na přídi. Protiletadlovou výzbroj doplňovalo šest jednohlavňových 25mm protiletadlových kanónů typu 96. Ty měly být u typu A rozmístěny následovně: jeden pár (levobok a pravobok) na zadní části můstku, druhý pár před komínem a třetí pár za komínem. U typu B byl rovněž přední pár umístěn na můstku, ale druhý pár se měl nacházet na úrovni komína a zadní pár o něco dál za komínem.
Protiponorkovou výzbroj u obou typů tvořily čtyři vrhače hlubinných náloží. U typu A se nacházely mezi můstkem a komínem, zatímco u typu B na zešikmené zádi za poslední dvojicí 25mm kanónů. V provedení nosiče kaitenů mohl typ A nést čtyři hlubinné nálože, zatímco typ B jich mohl nést osm. Ve variantě pro stíhání ponorek (tj. bez kaitenu) ale mohl typ A i B nést až 60 hlubinných náloží.
Jako nosiče kaitenů měly jednotky typu A nést dva kaiteny umístěné na skluzavkách na levoboku a pravoboku zadní části plavidel. Typ B měl nés pouze jeden kaiten a měl být vybaven pouze jednou skluzavkou na zádi.

## Rozestavěné jednotky

### Typ A
| Číslo | Jméno               | Loděnice                  | Položení kýlu                      | Spuštění        | Osud |
| ----- | ------------------- | ------------------------- | ---------------------------------- | --------------- | --- |
| 1851  | č. 1 第1号 Dai-1 gó | Kawanami Uranosaki, Imari | 15. dubna 1945                     | 15. června 1945 | Při kapitulaci dokončen z 50%; 19. září 1945 potopen v důsledku průsaku vody Lengerer & Rehm-Tanaka uvádí dokončení ze 65 %. |
| 1852  | č. 2                | Kawanami Uranosaki, Imari | 25. dubna 1945 nebo 24. dubna 1945 | 29. června 1945 | Při kapitulaci dokončen z 50%; 19. září 1945 potopen v důsledku průsaku vody                                                 |

Zbývajících 18 jednotek bylo zrušeno ještě před zahájením stavby.

### Typ B
Prvních šedesát jednotek typu B bylo objednáno pod čísly 1701 až 1760. Z nich ale pouze u 22 jednotek byl položen kýl, přičemž jako první byla zahájena stavba kaibótei č. 113 v Miho. Žádná z nich nebyla spuštěna na vodu a zbývajících 38 jednotek bylo zrušeno před zahájením stavby. Rovněž 40 dalších plánovaných jednotek bylo zrušeno před přidělením trupových čísel (tj. před objednáním).
| Číslo | Jméno                     | Loděnice                       | Položení kýlu    | Míra dokončení |
| ----- | ------------------------- | ------------------------------ | ---------------- | -------------- |
| 1701  | č. 101 第101号 Dai-101 gó | Funaja (船矢造船 Funaja zósen) | 23. května 1945  | 75 %           |
| 1703  | č. 103                    | Jamaniši                       | 6. dubna 1945    | 65 %           |
| 1704  | č. 104                    | Jamaniši                       | 27. května 1945  | 60 %           |
| 1709  | č. 109                    | Murakami                       | 31. května 1945  | 75 %           |
| 1713  | č. 113                    | Miho                           | 11. února 1945   | 85 %           |
| 1718  | č. 118                    | Kojanagi                       | 28. června 1945  | 60 %           |
| 1719  | č. 119                    | Kojanagi                       | 10. srpna 1945   | 40 %           |
| 1722  | č. 122                    | Išikawa                        | 17. května 1945  | 35 %           |
| 1725  | č. 125                    | Góriki                         | 2. července 1945 | 70 %           |
| 1726  | č. 126                    | Góriki                         | 2. července 1945 | 50 %           |
| 1728  | č. 128                    | Nišii                          | 29. května 1945  | 70 %           |
| 1731  | č. 131                    | Šikoku                         | 5. března 1945   | 75 %           |
| 1732  | č. 132                    | Šikoku                         | 25. března 1945  | 60 %           |
| 1733  | č. 133                    | Šikoku                         | 15. dubna 1945   | 45 %           |
| 1737  | č. 137                    | Tokušima                       | 1945             | ?              |
| 1738  | č. 138                    | Tokušima                       | 1945             | ?              |
| 1739  | č. 139                    | Tokušima                       | 1945             | ?              |
| 1741  | č. 141                    | Fukušima                       | 30. dubna 1945   | 65 %           |
| 1744  | č. 144                    | Hajašikane                     | 12. května 1945  | 75 %           |
| 1748  | č. 148                    | Džinen                         | 13. dubna 1945   | 65 %           |
| 1751  | č. 151                    | Fukuoka                        | 9. června 1945   | 60 %           |
| 1757  | č. 157                    | Saga                           | 1. května 1945   | 65 %           |

Kromě výše zmíněných loděnic se na produkci kaibótei typu B měla podílet i loděnice v Jonago, ale stavba tam objednaných člunů nebyla zahájena.